# Berzerk (Eminem)
Berzerk is een nummer van de Amerikaanse rapper Eminem uit 2013. Het is de eerste single van zijn achtste studioalbum The Marshall Mathers LP 2.

## Achtergrondinformatie
Rick Rubin was de producer van het nummer en bespeelt ook de gitaar. Het nummer bevat samples uit The Stroke van Billy Squier, (You Gotta) Fight for Your Right (to Party!) van Beastie Boys (eveneens geproduceerd door Rubin), en Feel Me Flow van Naughty by Nature. Met "Berzerk" gaat Eminem meer de hardrockkant op dan als te doen gebruikelijk. Eminem stelde volgens Rubin voor om de plaat te laten klinken als de muziek de rapper mee opgroeide. Het nummer is gebaseerd op een fragment van iemand uit het nieuws die zegt: "go berserk". Eminem en Rubin sampleden dit fragment en verwerkten dit in het nummer.
De tekst is optimistisch en weerspiegelt Eminems liefde voor hiphop. De rapper moedigt ook luisteraars aan om hun eigen eigenaardigheden te omarmen en maatschappelijke verwachtingen los te laten. Hij heeft het daarnaast over eerdere uitdagingen in zijn leven, zoals verslaving, maar beweert dat dat verleden tijd is.
Het nummer werd een grote hit in Amerika en bereikte daar de 3e positie in de Billboard Hot 100. In het Nederlandse taalgebied was het succes kleiner; met een 7e positie in de Nederlandse Tipparade, en een 44e positie in de Vlaamse Ultratop 50.

## Tracklijst
- Muziekdownload

1. "Berzerk" - 3:58

- Cd-single

1. "Berzerk" - 3:58
2. "Berzerk" (bewerkt) - 3:58